# Cleithrum
Le cleithrum est un os qui apparait pour la première fois dans le squelette des poissons osseux primitifs, où il était placé verticalement par rapport à la scapula. Son nom vient du grec κλειθρον = « clé », par analogie avec la « clavicule » qui vient du latin clavicula = « petite clé ».

## Présentation

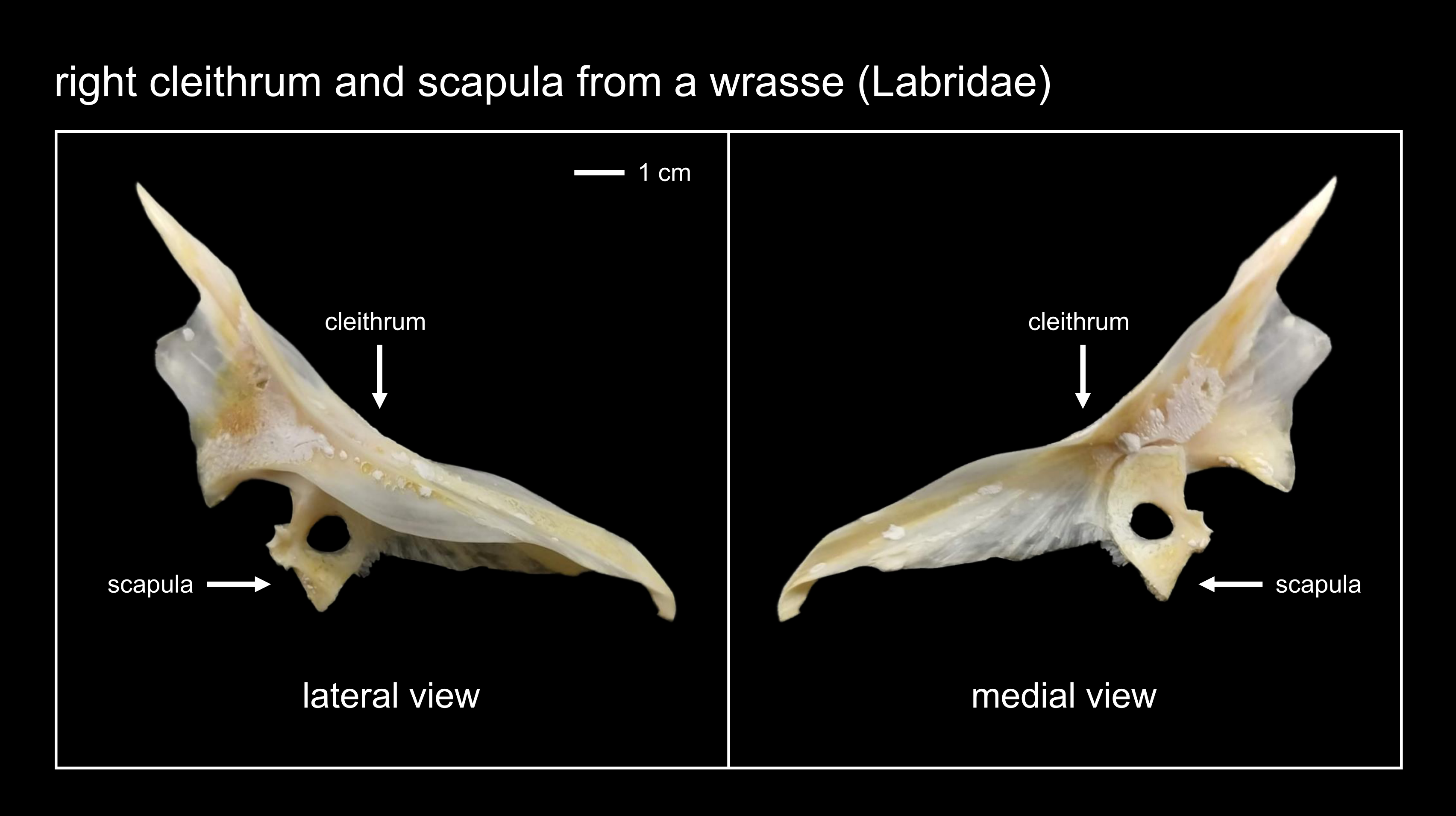
Cleithrum et omoplate d'un labre. Le plus gros os est le cleithrum.

Chez les poissons modernes, le cleithrum est un grand os qui s'étend vers le haut à partir de la base de la nageoire pectorale jusqu'au crâne au-dessus des branchies. Cet os a un intérêt pour les scientifiques car il peut permettre de déterminer l'âge d'un poisson.
Chez les premiers amphibiens toutefois, le complexe cleithrum/clavicule s'est détaché du crâne, permettant une plus grande mobilité du cou. Le cleithrum disparait ensuite rapidement dans l'évolution des reptiles, et il est très petit chez les amniotes, parfois considéré comme juste une trace résiduelle.